# 區域供熱分站

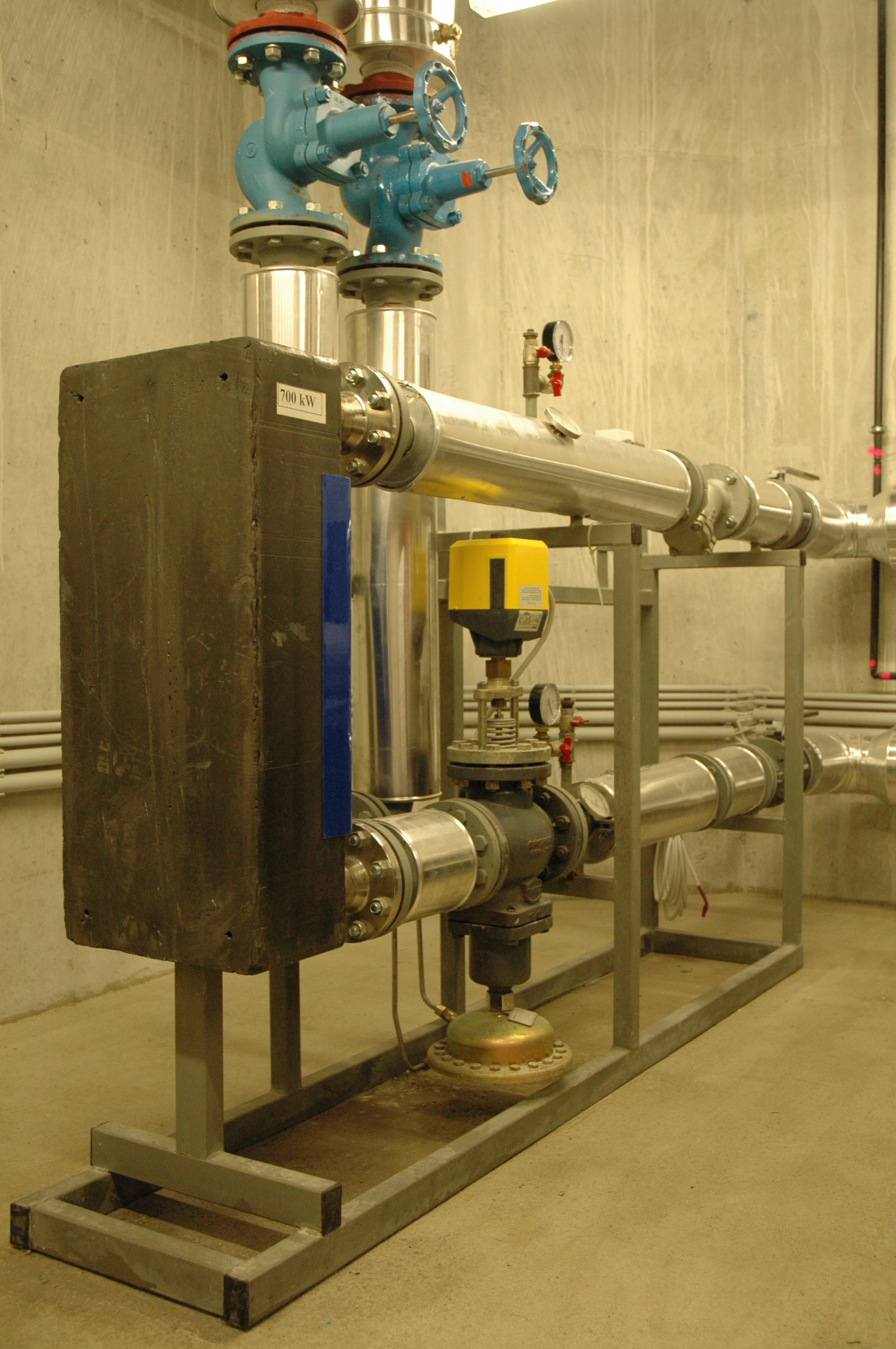
熱容量為700kW的區域供熱分站，分隔區域供熱糸統迴路與客戶集中供熱糸統迴路。

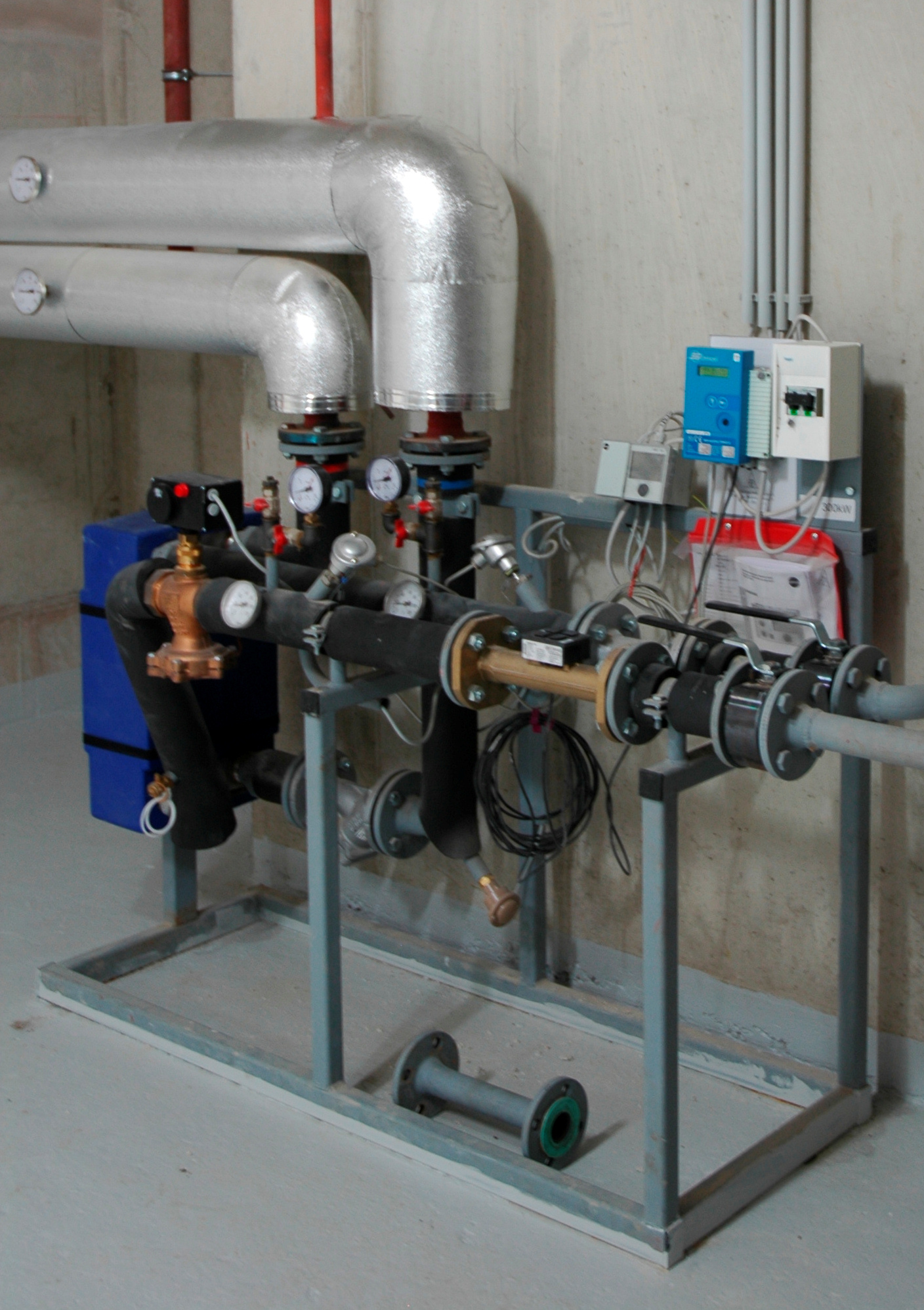
在住宅區的區域供熱分站，熱容量為300kW。可以看到熱量表的兩個組件:電測量組件在右方(藍/白箱)，超聲波水流計在中央(棕色管道)。

區域供熱分站是區域供熱糸統的組件，連接主供熱網和建築物自身的供暖系統。

分站通常由以下組件組成:
- 熱交換器-分割糸統的一級和二級管網

- 控制閾-控制流過熱交換器的水量

- 差壓控制器-以平衡網絡和改善控制閾的工作條件

- 過濾器-濾走可堵塞熱交換器或控制閾的顆粒

- 關閉閥門-在服務或緊急情況下停止一級管網方的流動

- 熱量計-量度能源消耗和計費

- 溫度控制器-通過調節一級管網的流量，控制二級管網的水溫

- 溫度感應器-量度水流和返回水的溫度和作溫度控制

此外，區域供熱分站可能包含以下組件:
- 水泵
- 安全閥
- 壓力計
- 止回閾